# 松井田町下増田
松井田町下増田（まついだまちしもますだ）は、群馬県安中市の地名。旧碓氷郡松井田町大字下増田にあたる地名である。郵便番号は379-0212。

## 地理
九十九川の支流である増田川流域に位置している。

### 河川
- 増田川

## 歴史
江戸時代頃からある地名で、安中藩領だった。
増田川左岸の字大原、内出には古墳が多くある。

### 年表
- 1889年 村制施行により碓氷郡松井田町、臼井町、坂本町、西横野村、九十九村、細野村が成立し、碓氷郡九十九村となる
- 1954年 松井田町、臼井町、坂本町、西横野村、九十九村、細野村の6町村が合併して新たに碓氷郡松井田町下増田となる。
- 2006年3月18日 松井田町が安中市と合併し、安中市松井田町下増田となる。

## 世帯数と人口
2017年（平成29年）7月31日現在の世帯数と人口は以下の通りである。
| 町丁           | 世帯数  | 人口  |
| -------------- | ------- | ----- |
| 松井田町下増田 | 177世帯 | 461人 |

## 教育
市立小・中学校に通う場合、学区は以下の通りとなる。
| 番地 | 小学校               | 中学校               |
| ---- | -------------------- | -------------------- |
| 全域 | 安中市立松井田小学校 | 安中市立松井田中学校 |

## 交通

### 鉄道
鉄道駅はない。

### 道路
国道はなく、県道は群馬県道216号長久保郷原線、群馬県道122号八本松松井田線が通っている。

## 施設
- 安中市立九十九小学校跡地

## 避難所
指定緊急避難場所
- 下増田集会所 (北側に山があり、南側に崖があるため水害、土砂災害時の避難には注意が必要とされている。)[7]

指定避難所
- 九十九小学校体育館[8]